# Mercedes-AMG C192
La Mercedes-AMG C192 o Mercedes-AMG GT II (sigla di progetto C192) è un'autovettura, seconda generazione dell'omonima sportiva con carrozzeria di tipo coupé, prodotta dal 2023 dalla casa automobilistica tedesca Mercedes-AMG, reparto sportivo della Mercedes-Benz.

## Storia

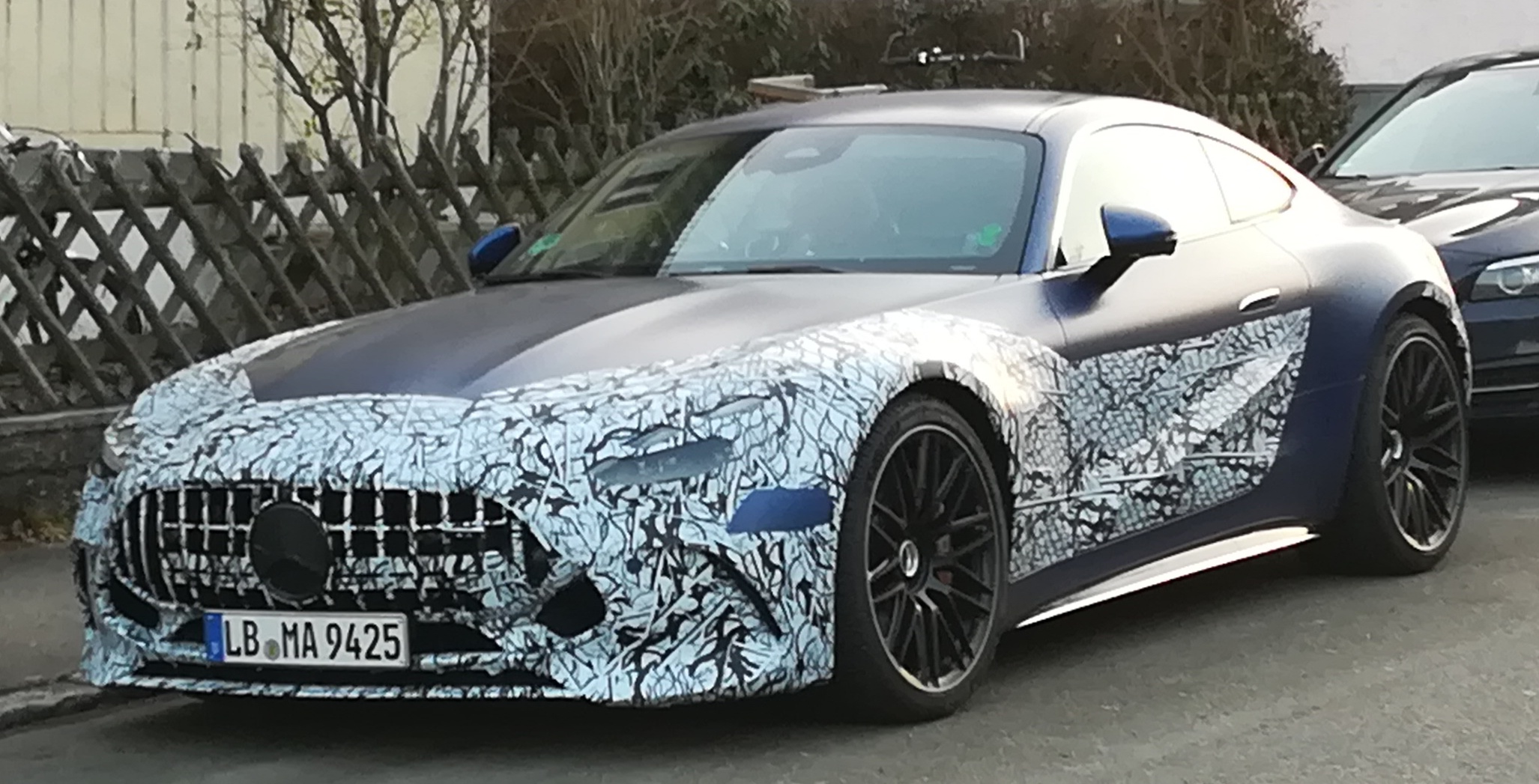
Prototipo-muletto camuffato di preserie

La vettura, dopo la diffusione di alcuni immagini e dati tecnici sul web, è stata presentata dapprima prototipo preserie camuffato con una livrea colorata al Goodwood Festival of Speed nel luglio 2023, per poi debuttare ufficialmente in veste definitiva nell'agosto 2023 alla Monterey Car Week nell'ambito del Concorso d'Eleganza di Pebble Beach.
A differenza del modello precedente ovvero la C190, questa generazione è disponibile solo in versione coupé. La versione roadster è stata accantonata in favore della Mercedes-AMG SL, presentata antecedentemente nell'ottobre 2021. Proprio da quest'ultima, la GT C192 ne riprende la base meccanica, la piattaforma telaistica in alluminio denominata "MSA" e alcune motorizzazioni.
Inoltre, la seconda generazione della GT dispone di un abitacolo più ampio con configurazione 2+2 avente due piccoli sedili posteriori ribaltabili, però destinato solo a persone alte fino a 1,5 metri; ciò è stato reso possibile grazie ad un incremento della lunghezza di circa 15 centimetri. A livello tecnico rispetto alla C190, il cambio è montato anteriormente in blocco al motore e non più posteriormente transaxle sul differenziale.
Al momento del lancio sul mercato, la C192 è disponibile con un solo motore a benzina V8 biturbo da quattro litri declinato in due livelli di potenza (55 4Matic+ e 63 4Matic+), con tutte dotate di serie di trazione integrale e cambio automatico a nove velocità. La velocità massima dichiarata è di 315 km/h.
Nel settembre 2023 la Mercedes-AMG ne ha mostrato in anteprima al salone di Monaco di Baviera una versione ibrida chiamata GT Concept E Performance.